# Renault Type EI

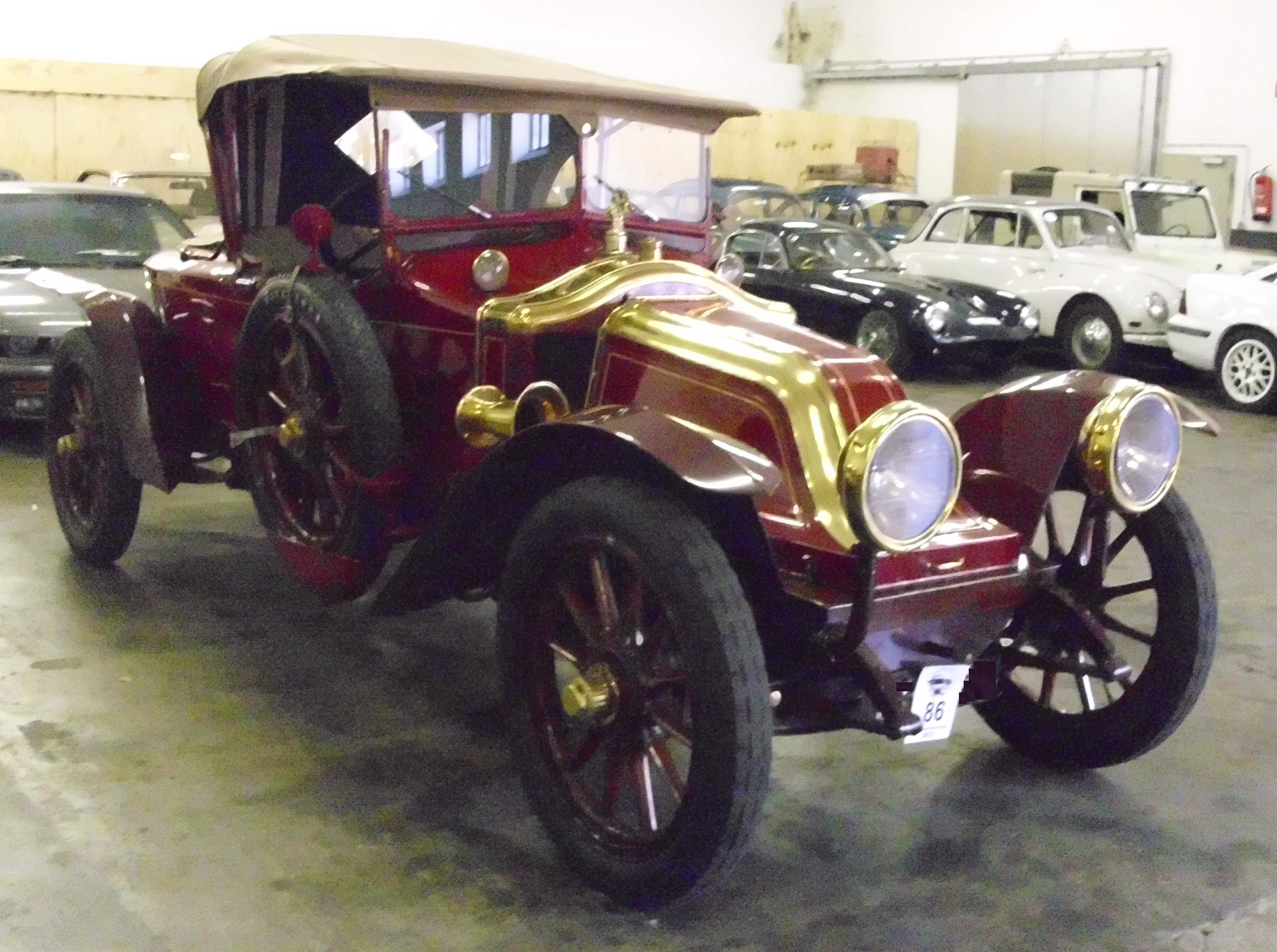
Mit Verdeck

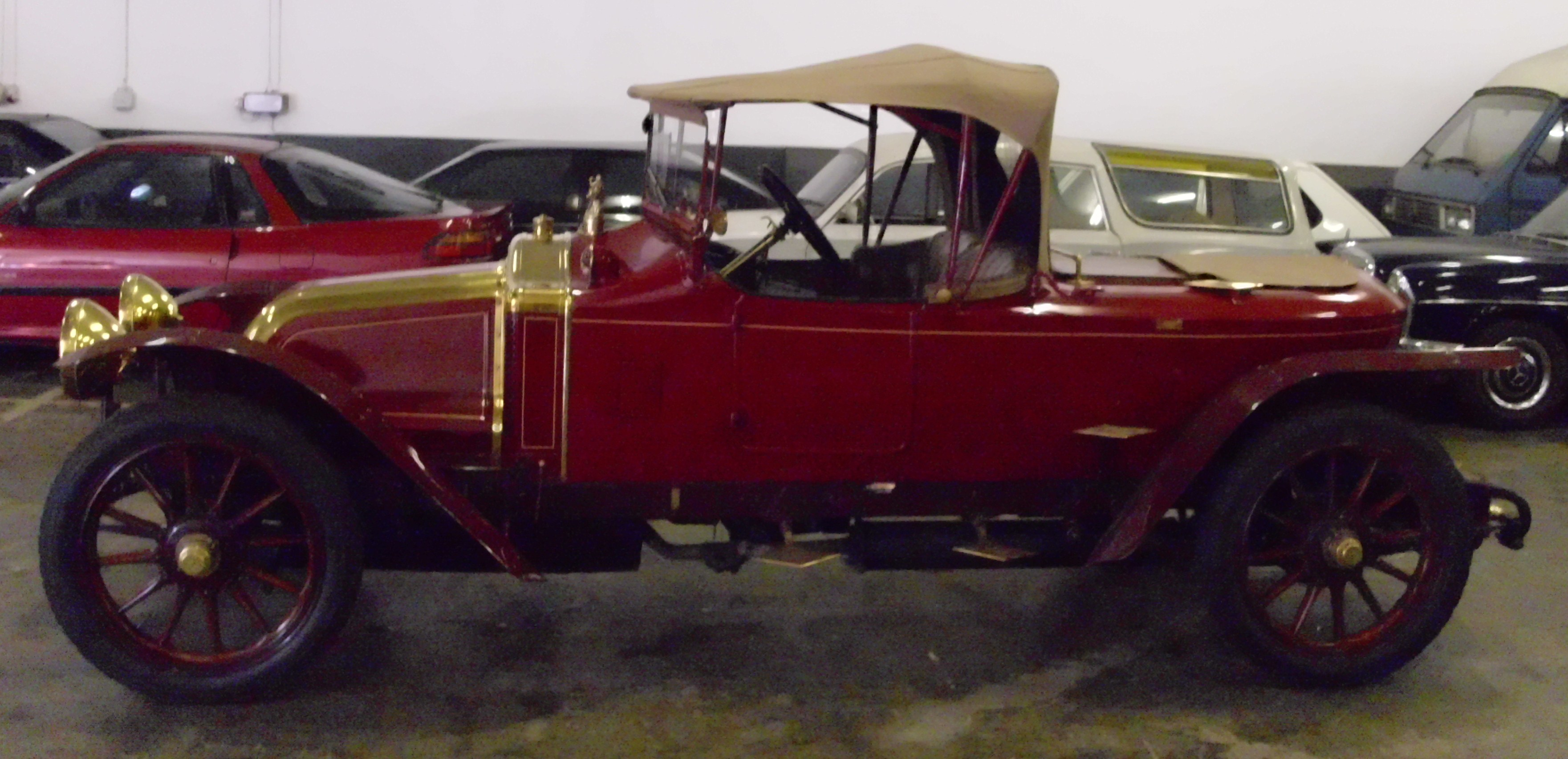
Seitenansicht

Der Renault Type EI war ein frühes Personenkraftwagenmodell von Renault. Er wurde auch 20 CV genannt.

## Beschreibung
Die nationale Zulassungsbehörde erteilte am 30. Juni 1914 seine Zulassung. Das Modell war eine Abwandlung des Renault Type DX und hatte keinen Vorgänger. Im gleichen Jahr endete die Produktion ohne Nachfolger.
Ein wassergekühlter Vierzylindermotor mit 95 mm Bohrung und 160 mm Hub leistete aus 4536 cm³ Hubraum 21 PS. Die Motorleistung wurde über eine Kardanwelle an die Hinterachse geleitet. Die Höchstgeschwindigkeit war je nach Übersetzung mit 68 km/h bis 78 km/h angegeben.
Bei einem Radstand von 355,5 cm und einer Spurweite von 145 cm war das Fahrzeug 484,5 cm lang und 176 cm breit. Der Wendekreis war mit 12 Metern angegeben. Das Fahrgestell wog 900 kg. Doppelphaeton und Roadster sind überliefert.
Der Renault Type EJ war ähnlich konzipiert, aber kürzer.